# MTV Europe Music Award al miglior artista brasiliano
L'MTV Europe Music Award al miglior artista brasiliano (MTV Europe Music Award for Best Brazilian Act) è uno dei premi principali degli MTV Europe Music Awards, che viene assegnato dal 2012.

## Vincitori e candidati

### Anni 2010
| Anno | Vincitori     | Ricevente                                           | Note  |
| ---- | ------------- | --------------------------------------------------- | ----- |
| 2012 | Restart       | - Agridoce - ConeCrewDiretoria - Emicida - Vanguart | [ 1 ] |
| 2013 | Fresno        | - Emicida - P9 - Pollo - Restart                    | [ 2 ] |
| 2014 | Anitta        | - Marcelo D2 - MC Guimê - Pitty - Projota           | [ 3 ] |
| 2015 | Anitta        | - Emicida - Ludmilla - MC Guimê - Projota           | [ 4 ] |
| 2016 | Anitta        | - Karol Conká - Ludmilla - Projota - Tiago Iorc     | [ 5 ] |
| 2017 | Anitta        | - Alok - Karol Conká - Nego do Borel - Projota      | [ 6 ] |
| 2018 | Anitta        | - Alok - Ludmilla - Nego do Borel - Pabllo Vittar   | [ 7 ] |
| 2019 | Pabllo Vittar | - Anitta - Emicida - Kevin o Chris - Ludmilla       | [ 8 ] |

### Anni 2020
| Anno | Vincitori     | Ricevente                                                 | Note  |
| ---- | ------------- | --------------------------------------------------------- | ----- |
| 2020 | Pabllo Vittar | - Anitta - Djonga - Emicida - Ludmilla                    | [ 9 ] |
| 2021 | Manu Gavassi  | - Anitta - Ludmilla - Luísa Sonza - Pabllo Vittar         |       |
| 2022 | Manu Gavassi  | - Anitta - Gloria Groove - L7nnon - Xamã                  |       |
| 2023 | Matuê         | - Anavitória - Kevin o Chris - Luísa Sonza - Manu Gavassi |       |
| 2024 | Pabllo Vittar | - Jão - Luísa Sonza - Matuê - Pedro Sampaio               |       |